# NGC 5876
NGC 5876 (другие обозначения — IC 1111, UGC 9747, MCG 9-25-28, ZWG 274.28, PGC 54110) — спиральная галактика в созвездии Волопас.
В галактике практически отсутствует звездообразование .  NGC 5876 возможно является примером пассивной спиральной галактики.
Этот объект входит в число перечисленных в оригинальной редакции «Нового общего каталога».